# Bitwa pod Filipowem (1656)
Bitwa pod Filipowem (znana też jako bitwa pod Mieruniszkami-Filipowem) – bitwa stoczona 22 października 1656 w czasie potopu szwedzkiego między wojskami polskimi a siłami szwedzko-brandenburskimi.

## Przebieg bitwy
Po zniszczeniu armii szwedzko-brandenburskiej pod Prostkami armia litewsko-tatarska przystąpiła do pustoszenia ziem elektorskich, wkrótce jednak Tatarzy odeszli, Prusy opuściły również chorągwie koronne Wojniłłowicza i armia stopniała liczebnie do 5000 żołnierzy. W drugiej połowie października ruszyła na Litwinów kolejna, armia szwedzko-brandenburska dowodzona przez generała Gustawa Ottona Stenbocka i Jerzego Fryderyka, księcia Waldeck. Siły tym razem były mniej więcej równe, gdyż 5000 Litwinów dowodzonych przez hetmana polnego litewskiego Wincentego Gosiewskiego musiało zmierzyć się z 6000 żołnierzy szwedzkich i elektorskich.
Dywizja (ok. 5 tys.) hetmana polnego litewskiego Wincentego Gosiewskiego rozlokowana w Filipowie w powiecie suwalskim stoczyła bitwę z korpusem (ok. 6 tys.), dowodzonym przez generała Gustawa Ottona Stenbocka i Jerzego Fryderyka księcia Waldeck.
W czasie, gdy główne siły litewskie były rozlokowane w Filipowie, posuwające się szybkim marszem oddziały szwedzko-brandenburskie zaatakowały niespodzianie pod Mieruniszkami tylną straż wojsk polskich. Wywiązała się bitwa, w której od początku inicjatywę i przewagę taktyczną mieli Szwedzi i Brandenburczycy. Cofającym się pod naporem nieprzyjaciela wojskom polskim groziło oskrzydlenie. W tej sytuacji hetman Gosiewski postanowił oderwać swe główne siły od wroga i wycofać się na północ.
Porażka była dotkliwa, jednak dzięki temu, że Gosiewski w porę wycofał się z walki, straty były niewielkie. Utracono część taborów oraz cennego jeńca – wziętego pod Prostkami i trzymanego pod strażą w Filipowie Bogusława Radziwiłła. Po bitwie pokonany Gosiewski zawarł wkrótce rozejm z elektorem i wycofał się z Prus Książęcych, natomiast Stenbock pomaszerował nad Wisłę.